# Apicia commota
Apicia commota är en fjärilsart som beskrevs av Dyar 1916. Apicia commota ingår i släktet Apicia och familjen mätare. Inga underarter finns listade i Catalogue of Life.